# Lissonota rufipes (Szepligeti)
Lissonota rufipes is een insect dat behoort tot de orde der vliesvleugeligen (Hymenoptera) en de familie van de gewone sluipwespen (Ichneumonidae). De wetenschappelijke naam van de soort werd voor het eerst geldig gepubliceerd door Gyözö Viktor Szépligeti in 1899.